# Химера (этнология)
Химе́ра (др.-греч. Χίμαιρα — «Химера») — в пассионарной теории этногенеза ложноэтническая общность, сложившаяся благодаря любому вторжению в этногенез, этническая форма и продукт контакта несовместимых (имеющих отрицательную комплементарность) этносов, принадлежащих к различным суперэтническим системам, в результате выросшие в химере люди утрачивают этническую традицию и не принадлежат ни к одному из контактирующих этносов. Химеру можно охарактеризовать как общность деэтнизированных, выпавших из этносов людей. В химере господствует бессистемное сочетание несовместимых между собой поведенческих черт, на место единой ментальности приходит полный хаос царящих в обществе вкусов, взглядов и представлений, в такой среде расцветают антисистемные идеологии. Потеря своеобразных для каждого этноса адаптивных навыков приводит к отрыву населения от кормящего ландшафта. В отличие от этноса химера не может развиваться, а способна лишь некоторое время существовать, впоследствии распадаясь — происходит своего рода этническая аннигиляция. Возникшие в недрах химеры антисистемы выступают, как правило, инициаторами кровопролитных конфликтов, либо химера становится жертвой соседних этносов.

## Описание термина
Химера может существовать в теле здорового этноса, подобно раковой опухоли, существуя за его счёт и не выполняя никакой конструктивной работы. При этом она может быть относительно безвредной (пассивной) либо же становиться рассадником антисистем (агрессивная химера).
Большинство известных в истории этнических химер[привести пример] сложились за счёт вторжения представителей одного суперэтноса в области проживания другого, после чего агрессор пытался жить не за счёт использования ландшафта, а за счёт побеждённых. Результатом в конечном итоге всегда был распад и гибель химеры, так как победители деградировали не в меньшей степени, чем побеждённые.
Термин введён Л. Н. Гумилёвым.

## Примеры этнических химер в истории (по Л. Н. Гумилеву)
Описаны контакты двух и более суперэтносов, когда происходит не только этническая аннигиляция, но и демографический спад — вымирание от невыносимых условий или физическое истребление слабой стороны.
В XVIII—XIX вв., в США — отстрел индейцев с платой за скальп, в Бразилии — во время каучуковой лихорадки, в Австралии — при захвате ее англичанами, и в долине Желтой реки, где цивилизация древнею Китая сталкивалась с культурой древних племен жунов (тангуров). Последних не осталось.

## Критика
Одним из примеров химер Л. Н. Гумилев называл Хазарский каганат, властная элита которого приняла иудаизм. Данная концепция является одной из 4 главных направлений историографической критики теории Гумилева и вызвала активное, подробное и многочисленное обсуждение среди экспертов (Дьяконова, Клейна, Кузьмина, Тюрина, Шнирельмана, Панарина и Янова). В. А. Кореняко высказывает следующие претензии к иудео-хазарской концепции Гумилева: заимствованность из книги М. И. Артамонова «История хазар», нет доказательств заметного влияния иудаизма и евреев на население Хазарского каганата, также ставится вопрос о возможной антисемитской направленности данного аспекта теории Гумилева.
Л. А. Мосионжик в книге «Технология исторического мифа» отмечает, что Гумилев использует термин химера довольно произвольно, иногда противореча самому себе (например, в одном месте Гумилев определяет Парфию как химеру, а в другой считает ее примером обычной смены стадий этногенеза). Гумилев связывает появление химер с международной торговлей, когда происходит взаимодействие разнообразные, противоположных друг другу людей и идей. Однако приведенные Гумилевым примеры Л. Мосионжник подвергает резкой критики, в частности ставя под сомнение заявление Гумилева о намерении катаров, карматов и исмаилитов разрушить весь христианский и исламский мир как таковой.
В. Шнирельман и С. Панарин разбирают такой аспект концепции химер как заявление Гумилева об их паразитировании на других этносах с последующим разрушением. По их мнению, умозаключения Гумилева полны логических противоречий и неувязок: слияние тюрков и славян в Болгарии при хане Аспарухе создало химеру по мнению Гумилева, а слияние русских и татар принесло России положительные моменты; по мнению Гумилева смешение русских с печенегами и половцами имело характер дружественного соседства, но при этом смешивание с ятвягами и волжскими финнами грозило появлением этноса-химеры; по мнению Гумилева Хазарский каганат оказывал огромное отрицательное воздействие на Русь, при этом такая-же по своему характеру «химерическая» Золотая Орда оказала на Русь положительное воздействие; рабство Гумилев считал одной их форм «этнопаразитизма», но при этом положительно оценивал восточных славян (которые тоже практиковали рабство).
Согласно концепции Гумилева, каждый этнос может успешно развиваться только в той природной среде, в рамках которой он сформировался. Если же этнос покидает свою природную среду и мигрирует в другие природные условия на территории других этносов, то тем самым нарушает логику исторического развития и становится паразитом на другом этносе. Последователь Гумилева философ Ю. М. Бородай в химерах формируются свободные от морально-нравственных ценностей индивидуумы. Аналогом концепции Гумилева о химерах стал образ «манкурта» Чингиза Айтматова. Данная концепция оказалась популярной среди националистических кругов.